# Jennifer Nesbitt
Jennifer „Jenny“ Nesbitt (* 24. Januar 1995 in Oxford) ist eine britische Leichtathletin, die sich auf den Langstreckenlauf spezialisiert hat.

## Sportliche Laufbahn
Erste internationale Erfahrungen sammelte Jennifer Nesbitt bei den Crosslauf-Europameisterschaften 2015 in Hyères, bei denen sie nach 20:23 min auf den 13. Platz im U23-Rennen gelangte und in der Teamwertung die Goldmedaille gewann. Im Jahr darauf siegte sie in 1:12:54 min beim Reading-Halbmarathon und 2017 belegte sie bei den U23-Europameisterschaften in Bydgoszcz in 33:50,37 min den sechsten Platz im 10.000-Meter-Lauf und nahm anschließend an der Sommer-Universiade in Taipeh teil und erreichte dort nach 34:01,34 min Rang fünf. Im Jahr darauf startete sie für Wales über diese Distanz bei den Commonwealth Games im australischen Gold Coast und klassierte sich dort mit 32:58,14 min auf dem 17. Platz. Bei den Crosslauf-Weltmeisterschaften 2019 in Aarhus lief sie nach 39:12 min auf dem 34. Platz ein und belegte anschließend bei den Studentenweltspielen in Neapel nach 34:27,50 min Rang acht über 10.000 m. Im Dezember erreichte sie bei den Crosslauf-Europameisterschaften in Lissabon nach 29:18 min Rang 29 und bei den Crosslauf-Europameisterschaften 2021 in Dublin wurde sie in 27:58 min Zehnte und sicherte sich in der Teamwertung die Goldmedaille. Im Jahr darauf gelangte sie bei den Commonwealth Games in Birmingham mit 15:34,98 min auf den zwölften Platz über 5000 Meter und bei den Straßenlauf-Europameisterschaften 2025 in Löwen landete sie nach 33:30 min auf dem 47. Platz über 10 km.

## Persönliche Bestleistungen
- 3000 Meter: 8:59,86 min, 5. Juli 2022 in Cork
  - 3000 Meter (Halle): 8:48,48 min, 6. Februar 2022 in New York City
- 5000 Meter: 15:17,39 min, 6. Mai 2022 in San Juan Capistrano
  - 5000 Meter (Halle): 15:10,19 min, 9. Februar 2024 in Boston
- 10.000 Meter: 32:38,45 min, 19. Mai 2018 in London
- 10-km-Straßenlauf: 32:31 min, 24. Oktober 2021 in Leeds
- Halbmarathon: 1:11:27 h, 16. Februar 2025 in Barcelona